# Typ 31 Venturer
Typ 31 Venturer (či třída Inspiration) je perspektivní třída víceúčelových fregat britského královského námořnictva. Označována je též jako General Purpose Frigate (GPFF). Vznikla jako levnější doplněk protiponorkových fregat typu 26. Britské námořnictvo plánuje nahradit fregatami typu 31 pět svých stárnoucích fregat typu 23, přičemž zbylá plavidla typu 23 ve službě má nahradit výkonnější typ 26. Mimo jiné se s nimi počítá pro plnění eskortních úkolů, různé mise v jižním Atlantiku, Karibiku a v Perském zálivu, nebo zapojení do operací NATO ve Středomoří.
Jako platforma pro fregaty typu 31 byl roku 2018 vybrán typ Arrowhead 140, který je derivátem dánských fregat třídy Iver Huitfeldt. Objednána byla stavba pěti fregat typu 31. Stavba prototypu byla zahájena v září 2021. Od typu Arrowhead 140 jsou odvozeny rovněž fregaty objednané roku 2021 Indonésií a roku 2022 vybrané Polskem v rámci modernizačního programu Miecznik.

## Stavba
Roku 2010 byl spuštěn program náhrady britských fregat typu 23 novými fregatami typu 26. Ty měly být postaveny ve dvou verzích – osm protiponorkových a pět víceúčelových, které se lišily především absencí vlečného sonaru. Roku 2015 však bylo rozhodnuto postavit pouze osm výkonných protiponorkových fregat typu 26, které doplní jednodušší a levnější víceúčelové fregaty typu 31.
Pořízení fregat typu 31 bylo potvrzeno v září 2017 britskou vládní strategickou koncepcí National Shipbuilding Strategy. První sérii fregat bude tvořit pět plavidel, každé o maximální ceně 250 milionů liber. Stavbou budou pověřeny výhradně britské loděnice (jednotlivé bloky pak zkompletuje hlavní loděnice), přičemž záměrem je rovněž export plavidel ve spolupráci se zahraničními partnery. Vstup prvního plavidla do služby je plánován na rok 2023.
Do soutěže o stavbu fregat typu 31 se zapojily dva týmy. Společnosti Cammell Laird a BAE Systems nabídly zvětšenou verzi korvet třídy Khareef označenou jako Leander. Druhý tým vedený společností Babcock International navrhl plavidla Arrowhead 140, vycházázející z úspěšné dánské třídy Iver Huitfeldt. V červenci 2018 byl program stavby fregat typu 31 pozastaven. Britský úřad Defence Equipment and Support (DE&S) uvedl, že se tak stalo kvůli nedostatku vyhovujících nabídek. Naopak deník Times uvedl, že důvodem může být i nedostatek financí. Ministerstvo obrany uvedlo, že připraví nové kolo soutěže.
Soutěž byla ministerstvem obnovena v srpnu 2018. Zakázku na podrobné rozpracování svých projektů získala konsorcia vedená společnostmi BAE Systems, Babcock International a Atlas Elektronik UK. V případě prvních dvou jde o stejné platformy, jako v minulém tendru. Uskupení Team Leander (BAE Systems, Cammell Laird) nabídlo zvětšenou verzi třídy Khareef a uskupení Team31 (Babcock International, BMT, Thales) plavidlo Arrowhead 140, vycházející z dánské třídy Iver Huitfeldt. Novinkou je poslední soutěžící (Atlas Elektronik UK, Thyssenkrupp Marine Systems) nabízející derivát fregat MEKO A-200.
V září 2019 britské námořnictvo oznámilo, že pro program fregat typu 31 byl za preferovanou konstrukci vybrán typ Arrowhead 140 konsorcia Team31. V listopadu 2019 se tento projekt stal oficiálním vítězem soutěže. Dodáno bude pět fregat při průměrné ceně 250 milionu liber za kus. Fregaty postaví loděnice Babcock International v Rosythu. První řezání oceli na prototypovou jednotku Venturer proběhlo v září 2021 a její kýl byl založen v dubnu 2022. V roce 2023 proběhlo první řezání oceli na druhou jednotku Active a v roce 2024 na třetí jednotku Formidable.
Jednotky třídy Typ 31 Venturer:
| Jméno              | První řezání oceli | Založení kýlu  | Spuštěna        | Zařazena do služby | Status    |
| ------------------ | ------------------ | -------------- | --------------- | ------------------ | --------- |
| HMS Venturer (F12) | 23. září 2021      | 26. dubna 2022 | 14. června 2025 | 2025 (plán)        | ve stavbě |
| HMS Active         | 24. ledna 2023     | 16. září 2023  |                 |                    | ve stavbě |
| HMS Formidable     | 9. října 2024      | 13. února 2025 |                 |                    | ve stavbě |
| HMS Bulldog        |                    |                |                 |                    | plánována |
| HMS Campbeltown    |                    |                |                 |                    | plánována |

## Konstrukce
Fregata má modulární konstrukci. Je navržena tak, aby oproti dřívějším třídám potřebovala menší posádku. Kromě posádky čítající 80-100 osob budou disponovat ubytovací kapacitou pro řadu dalších specialistů. Budou vybaveny bojovým řídícím systémem Thales TACTICOS a 3D vzdušným a hladinovým vyhledávacím radarem Thales NS110. Ponesou jeden 57mm kanón Bofors L/70 Mk3, dva 40mm protiletadlové kanóny 40mm kanón Bofors L/70 Mk4 a protiletadlové řízené střely Sea Captor ve dvanácti vertikálních vypouštěcích silech. Dále budou lodě vyzbrojeny čtyřmi 7,62mm kulomety a čtyřmi 7,62mm M134 Minigun. Na zádi budou vybavena přistávací plochou a hangárem pro jeden vrtulník (AW101 Merlin či AW159 Wildcat) a bezpilotní prostředky. Pohonný systém je koncepce CODAD. Tvoří jej čtyři diesely MTU 20V 8000 M71, každý o výkonu 10 730 hp, pohánějící dva lodní šrouby. Dodávku elektřiny zajistí čtyři dieselgenerátory MTU 16V 2000 M41B, každý o výkonu 1245 hp. Nejvyšší rychlost dosahuje 28 uzlů. Dosah je 9000 námořních mil.

## Export
Indonésie
- Indonéské námořnictvo – V roce 2021 objednány dvě fregaty Arrowhead 140. Jejich licenční stavbu zajistí indonéská loděnice PT PAL Indonesia (Persero).[14] V Indonésii jsou plavidla označována Merah Putih (Červená bílá), což odkazuje na barvy indonéské vlajky. První řezání oceli proběhlo 9. prosince 2022.[15] Kýl založen 25. srpna 2023.

 Polsko
- Polské námořnictvo – Fregaty Arrowhead 140 uspěly v modernizačním programu Miecznik. V jeho rámci polské námořnictvo získá tři víceúčelové fregaty třídy Wicher. V užším výběru proti nim neuspěl typ MEKO A-300 PL německého koncernu Thyssenkrupp Marine Systems. Španělská třída Bonifaz od loděnice Navantia a německá třída Baden-Württemberg (F125) byly vyřazeny ještě dříve. Stavbu fregat zajistí konsorcium PGZ-MIECZNIK vedené polským průmyslovým koncernem PGZ (Polska Grupa Zbrojeniowa). Jeho součástí jsou loděnice PGZ Stocznia Wojenna, Remontowa Holding a společnosti Thales UK a MBDA UK.[16] Náklady na stavbu fregat, logistickou podporu a výzbroj jsou odhadovány na 56 miliard Kč. Jde tak o největší jednorázový zbrojní kontrakt v historii polského zbrojního průmyslu.[17] Prototyp má být dokončen roku 2028 a jeho sesterské lodě v letech 2033 a 2034. Trojice fregat bude představovat jádro Polského námořnictva. Ve službě nahradí dvě starší americké fregaty třídy Oliver Hazard Perry a korvetu Kaszub.[17]